# 光鰓魚
光鰓魚（學名：Chromis chromis），又稱光鰓雀鯛，是輻鰭魚綱鱸形目雀鯛科光鰓魚屬的其中一種，分布於東大西洋，從葡萄牙至幾內亞灣、安哥拉及地中海、黑海海域，深度2至40公尺，本魚體呈卵圓形且側扁，前鰓蓋骨沒有鋸齒狀，前鰓弓有30個細長的鰓耙，體被大片鱗片，側線鱗有24-30片，幼魚體虹彩藍色，稚魚有藍色條紋，背鰭和臀鰭呈藍色輪廓，而成魚則呈深棕色，每個鱗片的中心呈淺金棕色或灰棕色，背鰭硬棘14枚、背鰭軟條9-11枚、臀鰭硬棘 2枚、臀鰭軟條9-11枚，體長可達25公分，棲息在礁石區，成小群活動，以小型浮游動物和底棲藻類為食，繁殖期在夏季，會成對出現，雄魚會守護卵直到孵化，雌魚可產下6,050至73,688個卵。可做為食用魚，白肉又軟又嫩，但由於體型很小，所以大多是用平底鍋煎或與其他小魚一起煮用於魚湯，另可做為觀賞魚或餌魚。